# 버클륨
버클륨(←영어: Berkelium 버킬리엄[*]) 또는 베르켈륨(문화어: 베르켈리움←독일어: Berkelium 베르켈리움[*])은 화학 원소로 기호는 Bk(←라틴어: Berkelium 베르켈리움[*]), 원자 번호는 97이다. 원소 이름은 캘리포니아 대학교 버클리(University of California, Berkeley)에서 유래되었다.
1949년 말에 아메리슘에 α입자를 쪼여 처음으로 합성되었다, 미국과 러시아에서 핵반응으로 극미량이 생산된다.
버클륨의 주요 동위원소인 249Bk는 주로 미국 테네시의 오크리지 국립연구소와 러시아 디미트로브그라드의 원자로 연구소에 있는 전용 고유속 원자로에서 미량으로 합성된다. 가장 오래 생존하고 두 번째로 중요한 동위원소인 247Bk는 244Cm에 고에너지 알파 입자를 조사하면 합성할 수 있다.
1967년 이후 미국에서는 1그램이 넘는 버클륨이 생산되었다. 주로 더 무거운 초중원소와 초중원소의 합성을 목표로 하는 과학 연구 외에는 버클륨을 실제로 적용한 사례가 없다. 250일의 조사 기간 동안 22mg 배치의 버클륨-249가 제조되었으며 2009년 Oak Ridge에서 추가로 90일 동안 정제되었다. 이 샘플은 러시아 합동핵연구소에 150일 동안 칼슘-48 이온이 주입된 이후 2009년에 처음으로 새로운 원소 테네신을 합성하는 데 사용되었다. 이것은 주기율표에서 가장 무거운 원소의 합성에 관한 러시아-미국 협력의 정점이었다.
버클륨은 부드럽고 은백색의 방사성 금속이다. 버클륨-249 동위원소는 낮은 에너지의 전자를 방출하므로 상대적으로 취급이 안전하다. 이는 330일의 반감기로 붕괴되어 이온화 알파 입자의 강력한 방출체인 캘리포늄-249로 변한다. 이러한 점진적인 변화는 원소 버클륨과 그 화합물의 특성을 연구할 때 중요한 고려 사항이다. 왜냐하면 캘리포늄의 형성은 화학적 오염뿐만 아니라 방출된 알파 입자로 인한 자유 라디칼 효과 및 자체 발열을 가져오기 때문이다.
자연에는 존재하지 않는다고 알려져있지만,가봉에 오클로(oklo)광산에서 극미량 자연 발생했었다. 하지만 더 이상 생성되지 않는다.

## 용도
버클륨은 상당히 희귀하여 현재로서는 과학 연구나 다른 원소 합성 외의 용도는 존재하지 않는다.